# Masio
Masio – miejscowość i gmina we Włoszech, w regionie Piemont, w prowincji Alessandria.
Według danych na styczeń 2010 gminę zamieszkiwało 1486 osób przy gęstości zaludnienia 66,6 os./1 km².